# Joy (chanteuse)
Pour les articles homonymes, voir Joy.
Joy (coréen: 조이), nom de scène de Park Soo-young, (coréen: 박수영) née le 3 septembre 1996 à Jeju en Corée du Sud, est une chanteuse sud-coréenne. Elle est membre du girl group Red Velvet.

## Carrière
Elle est diplômée de l'école des arts du spectacle de Séoul en février 2015,. Elle est auditionnée par SM Global Audition à Séoul en 2012. Le 3 juin, 2015, Joy annonce rejoindre l'émission de télé réalité locale We Got Married avec Yook Sungjae des BtoB.
Début 2017, elle tourne son premier drama avec l’acteur Lee Hyun Woo dans « The Liar and his Lover ». Le 16 janvier, la première lecture de script de son second drama Tempted (위대한 유혹자) a lieu. Tempted est finalement diffusé sur MBC du 12 mars 2018 jusqu'au 1er mai 2018. Joy interprète le rôle principal féminin d'Eun Tae Hee.
En mai 2021, SM Entertainment annonce que Joy fera ses débuts solo avec un album remake le 31 mai 2021.
Le 23 août 2021, SM Entertainment annonce la confirmation que Joy est en couple avec le chanteur Crush.

### Red Velvet
Joy rejoint la SM Entertainment en 2012 lors des Open Auditions. Contrairement aux autres membres de son groupe, elle n'est pas dévoilée avec le projet SMROOKIES mais seulement avec les premiers teasers du groupe, fin juillet 2014. Le 1er août 2014, elle débute au sein du groupe Red Velvet.

## Filmographie

### Séries télévisées
- The Great Seducer - 위대한 유혹자 (MBC, 2018)
- The Boy Next Door - 썸남 (Naver TV Cast, 2017)
- The Liar And His Lover - 그녀는 거짓말을 너무 사랑해 (tvN, 2017)

### Émissions télévisées
- Trick & True Ep 5 - 트릭 앤 트루 (KBS, 2016)
- My Little Television Ep 62 - 마이 리틀 텔레비전 (MBC, 2016)
- My Little Television Ep 61 - 마이 리틀 텔레비전 (MBC, 2016)
- Vocal War : God's Voice Ep 6 - 보컬 전쟁 : 신의 목소리 (SBS, 2016)
- Vocal War : God's Voice Ep 5 - 보컬 전쟁 : 신의 목소리 (SBS, 2016)
- Knowing Bros Ep 21 - 아는 형님 (JTBC, 2016)
- Running Man Ep 268 - 런닝맨 (SBS, 2015)
- Immortal Song 2 - 불후의 명곡: 전설을 노래하다 (KBS2, 2015)
- Hello Counselor Ep 220 - 대국민 토크쇼 안녕하세요 (KBS2, 2015)
- We Got Married Saison 4 - 우리 결혼했어요 (MBC, 2015) Aux côtés de Sung Jae [BtoB].

## Discographie

### Album
| Titre                        | Détails | Classements | Classements | Ventes                |
| Titre                        | Détails | COR         | JAP         | Ventes                |
| ---------------------------- | --- | ----------- | ----------- | --------------------- |
| Hello (안녕) - Special Album | - Date de sortie : 31 mai 2021 - Label : SM Entertainment, Dreamus - Formats : CD, cassette, vinyle, téléchargement numérique, streaming  | 4           | 31          | COR : plus de 133 000 |
| From JOY, with Love          | - Date de sortie : 18 août 2025 - Label : SM Entertainment, Dreamus - Formats : CD, cassette, vinyle, téléchargement numérique, streaming |             |             |                       |

### Singles
| Année                                                                               | Titre                                    | Meilleures positions | Meilleures positions | Album               |
| Année                                                                               | Titre                                    | COR                  | COR Hot              | Album               |
| Comme artiste solo                                                                  | Comme artiste solo                       | Comme artiste solo   | Comme artiste solo   | Comme artiste solo  |
| ----------------------------------------------------------------------------------- | ---------------------------------------- | -------------------- | -------------------- | ------------------- |
| 2021                                                                                | "Hello" (안녕)                           | 10                   | 10                   | Hello               |
| 2021                                                                                | "Je T'aime"                              | 58                   | 21                   | Hello               |
| Collaborations                                                                      |                                          |                      |                      |                     |
| 2016                                                                                | "Always in My Heart" (avec Lim Seul-ong) | 10                   | —                    | SM Station Season 1 |
| 2016                                                                                | "Young Love" (avec Yook Sung-jae)        | 52                   | —                    | Hors album          |
| 2016                                                                                | "First Christmas" (avec Doyoung)         | —                    | —                    | Hors album          |
| En featuring                                                                        |                                          |                      |                      |                     |
| 2020                                                                                | "Mayday" Crush feat. Joy                 | 32                   | 18                   | homemade 1          |
| "—" signifie que le titre ne s'est pas classé ou n'est pas sorti dans cette région. |                                          |                      |                      |                     |

### Bandes sons
| Année                                                                               | Titre                                                      | Meilleures positions | Meilleures positions | Album                      |
| Année                                                                               | Titre                                                      | COR                  | COR Hot              | Album                      |
| ----------------------------------------------------------------------------------- | ---------------------------------------------------------- | -------------------- | -------------------- | -------------------------- |
| 2017                                                                                | "A Fox" (여우야)                                           | 43                   | —                    | The Liar and His Lover OST |
| 2017                                                                                | "I'm Okay" (괜찮아, 난) (feat. Lee Hyun-woo)               | 85                   | —                    | The Liar and His Lover OST |
| 2017                                                                                | "Your Days" (요즘 너 말야)                                 | —                    | —                    | The Liar and His Lover OST |
| 2017                                                                                | "Shiny Boy"                                                | —                    | —                    | The Liar and His Lover OST |
| 2017                                                                                | "Waiting for You" (너를 기다리는 법)                       | —                    | —                    | The Liar and His Lover OST |
| 2017                                                                                | "The Way to Me" (내게 오는 길)                             | —                    | —                    | The Liar and His Lover OST |
| 2018                                                                                | "OMG!" (말도 안돼)                                         | —                    | —                    | Tempted OST                |
| 2018                                                                                | "Dream Me" (나라는 꿈) (avec Mark de NCT)                  | —                    | —                    | The Ghost Detective OST    |
| 2020                                                                                | "Introduce Me A Good Person" (좋은 사람 있으면 소개시켜줘) | 6                    | 5                    | Hospital Playlist OST      |
| 2021                                                                                | "Why Isn't Love Always Easy?"                              | 112                  | —                    | Romance 101 OST            |
| "—" signifie que le titre ne s'est pas classé ou n'est pas sorti dans cette région. |                                                            |                      |                      |                            |